# Another Perfect World
| Críticas profissionais | Críticas profissionais |
| Avaliações da crítica  | Avaliações da crítica  |
| Fonte                  | Avaliação              |
| ---------------------- | ---------------------- |
| AllMusic               | [ 1 ]                  |

Another Perfect World, lançado em 2001, é o sétimo álbum solo do cantor norte-americano Peter Cetera e sexto desde que deixou o grupo Chicago.

## Faixas
1. "Perfect World" (Jim Weatherly, Peter Cetera) – 4:59
2. "Rain Love" (Chris Pelcer, Robert White Johnson, Al Denson) – 4:03
3. "Just Like Love" (Pelcer, Leslie Mills) – 3:38
4. "Feels Like Rain" (Karla Bonoff, Cetera) – 4:43
5. "I'm Coming Home" (Pelcer, Katinka Hartcamp) – 4:23
6. "It's Only Love" (John Lennon, Paul McCartney) – 3:28
7. "Rule The World" (Pelcer, Mills) – 5:08
8. "Have A Little Faith" (J.D. Martin, Cetera) – 5:45
9. "Only Heaven Knows" (Jamie Houston, Martin) – 5:38
10. "Whatever Gets You Through" (Pelcer) – 4:44